# Liste von Städten und Gemeinden in der Rhön
Die Liste von Städten und Gemeinden in der Rhön enthält alle Städte und Gemeinden, die ganz oder teilweise in der Rhön, einem Mittelgebirge in den deutschen Ländern Bayern, Hessen und Thüringen, liegen. Sieben Spalten der in der Ausgangsansicht in alphabetischer/numerischer Reihenfolge sortierten Tabelle sind durch Klick auf die Symbole bei ihren Überschriften sortierbar.

## Erklärung
Erläuterungen zu in der Tabelle verwendeten Abkürzungen befinden sich unten.

### Name
Liegt eine Gemeinde vollständig in den der Rhön (orographisch) zugeordneten Grenzen so wurde darauf verzichtet, die einzelnen Ortsteile aufzulisten. Bei Gemeinden, die lediglich teilweise in der Rhön liegen, wurden alle innerhalb dessen liegenden Ortsteile separat in kleiner Schrift darunter aufgelistet. Dabei muss der Hauptort nicht innerhalb der Rhön liegen. Wenn dies doch der Fall ist, so wird er nochmals aufgeführt. Ausnahme bildet Breitungen, das keinen Ortsteil in der Rhön hat, dessen Waldgebiete aber weit in die Abdachung hinein reichen und mit dem Pleß einen Basaltberg in der Gemarkung hat.

### Status
Gibt Aufschluss darüber, ob es eine Gemeinde, Markt(-gemeinde), Stadt, Kreisstadt oder ähnliches ist.

### Naturraum
Beschreibt die Naturräume, in der die Gemeinde liegt. Zuoberst werden die Naturräume 3. Ordnung genannt. Klein darunter die kleinstmöglichen Einheiten. Hierbei wird auf die Gemeinde als Ganzes Bezug genommen, eine Zuordnung zu den einzelnen Ortsteilen findet nicht statt. Zu Grunde dieser Zuordnung liegt das Handbuch der naturräumlichen Gliederung Deutschlands. In Hessen wurden die Namen durch die des Hessischen Umweltatlasses ausgetauscht, da diese prägnanter und eindeutiger sind. Im Falle Thüringens unterblieb eine eindeutige Aufgliederung und das Gebiet wurde komplett als Östliche Kuppenrhön bzw. in der Abdachung als Stadtlengsfelder Hügelland bezeichnet. Um der vielfach unterschiedlichen naturräumlichen Struktur gerecht zu werden, wurden diese noch einmal unterteilt, wobei auf die geologischen Gesichtspunkte geachtet wurde.

## Tabelle
| Name (Koordinaten), Ortsteile | Status           | Land | Land- kreis | EG, VG                                                 | Ew     | Naturraum | Zusätzliche Informationen | Bild (Ortsansicht)                                     |
| --- | ---------------- | ---- | ----------- | ------------------------------------------------------ | ------ | --- | --- | ------------------------------------------------------ |
| Bad Brückenau (⊙) | Stadt            | BY   | KG          | –                                                      | 6.674  | Kuppenrhön – Brückenauer Kuppenrhön                                                                                              | Sitz der VG Bad Brückenau ohne Mitglied zu sein, Ex-Kreisstadt des Landkreises Bad Brückenau, Staatsbad Brückenau | Luftbild von Bad Brückenau                             |
| Bad Hersfeld (⊙) – Kathus – Sorga | Kreisstadt       | HE   | HR          | –                                                      | 30.857 | Fulda-Haune-Tafelland – Buchenauer Hochfläche                                                                                    | Sehenswerte Altstadt, Kurbetrieb | Blick über die Bad Hersfelder Altstadt                 |
| Bad Kissingen (⊙) – Albertshausen – Bad Kissingen – Garitz – Poppenroth                                                                             | Große Kreisstadt | BY   | KG          | –                                                      | 23.245 | Südrhön – Adelsberger Wald – Schönauer Hochfläche – Waizenbacher Südrhön                                                         | Historische Innenstadt, Kurbetrieb | Bad Kissingen vom Westen her                           |
| Bad Salzungen (⊙) – Hohleborn | Kreisstadt       | TH   | WAK         | EG für – Leimbach                                      | 23.133 | Salzunger Werrabergland – Standtlengsfelder Hügelland                                                                            | Kurbetrieb | Burgsee und Altstadt                                   |
| Bastheim (⊙) | Gemeinde         | BY   | NES         | VG Mellrichstadt                                       | 2.039  | Südrhön – Schönauer Hochfläche Werra-Gäuplatten – Mellrichstädter Gäu                                                            | Kloster Wechterswinkel | Südansicht von Bastheim                                |
| Birx (⊙) | Gemeinde         | TH   | SM          | VG Hohe Rhön                                           | 169    | Hohe Rhön – Lange Rhön | Dreiländereck: BY-HE-TH | Ortsansicht                                            |
| Bischofsheim in der Rhön (⊙) | Stadt            | BY   | NES         | –                                                      | 4.756  | Hohe Rhön – Dammersfeldrücken – Kreuzberg-Gruppe – Ostabfall der Langen Rhön Südrhön – Schönauer Hochfläche                      | Kreuzberg mit Kloster und Sender Kreuzberg | Südansicht von Bischofsheim                            |
| Breitungen/Werra (⊙) – ohne im Naturraum liegenden Ortsteil, aber mit weit fassenden Waldgebieten                                                   | Gemeinde         | TH   | SM          | –                                                      | 4.555  | Kuppenrhön – Vordere Rhön Salzunger Werrabergland – Stadtlengsfelder Hügelland                                                   | Pleß, Schloss Breitungen | Blick auf Breitungen                                   |
| Burghaun (⊙) | Markt- gemeinde  | HE   | FD          | –                                                      | 6.382  | Fulda-Haune-Tafelland – Hünfelder Becken – Unteres Haunetal – Wehrdaer Hochfläche Kuppenrhön – Milseburger Kuppenrhön            | | Ansicht von Burghaun                                   |
| Burkardroth (⊙) | Markt            | BY   | KG          | –                                                      | 7.548  | Südrhön – Adelsberger Wald | Kloster Frauenroth | Blick auf Premich                                      |
| Buttlar (⊙) | Gemeinde         | TH   | WAK         | EG: Geisa                                              | 1.243  | Kuppenrhön – Auersberger Kuppenrhön – Mittleres Ulstertal                                                                        | | Ortsansicht von Buttlar                                |
| Dermbach (⊙) | Gemeinde         | TH   | WAK         | EG für – Empfershausen – Oechsen – Weilar – Wiesenthal | 7.020  | Kuppenrhön – Auersberger Kuppenrhön – Mittleres Feldatal Salzunger Werrabergland – Stadtlengsfelder Hügelland – Unteres Feldatal | Ibengarten, Bernshäuser Kutte, Propstei Zella, ehemaliger Bergbau | Blück über Dermbach                                    |
| Dipperz (⊙) – Altenrain – Armenhof – Dörmbach – Finkenhain – Friesenhausen – Kohlgrund – Wolferts                                                   | Gemeinde         | HE   | FD          | –                                                      | 3.617  | Kuppenrhön – Milseburger Kuppenrhön – Westliches Rhönvorland                                                                     | | Blück auf Wolferts, einem Ortsteil                     |
| Ebersburg (⊙) | Gemeinde         | HE   | FD          | –                                                      | 4.662  | Kuppenrhön – Milseburger Kuppenrhön – Westliches Rhönvorland                                                                     | | Blick auf Thalau                                       |
| Ehrenberg (Rhön) (⊙) | Gemeinde         | HE   | FD          | –                                                      | 2.583  | Hohe Rhön – Oberes Ulstertal Kuppenrhön – Milseburger Kuppenrhön – Mittleres Ulstertal                                           | Rotes Moor | Bild von Wüstensachsen                                 |
| Eichenzell (⊙) – Büchenberg – Döllbach – Eichenzell – Lütter – Rönshausen – Welkers                                                                 | Gemeinde         | HE   | FD          | –                                                      | 11.790 | Kuppenrhön – Westliches Rhönvorland                                                                                              | Schloss Fasanerie | Blick auf große Teile der Gemeinde Eichenzell          |
| Eiterfeld (⊙) | Markt- gemeinde  | HE   | FD          | –                                                      | 7.015  | Fulda-Haune-Tafelland – Buchenauer Hochfläche Kuppenrhön – Soisberger Kuppenrhön                                                 | Hessisches Kegelspiel | Blick auf die Gemeinde                                 |
| Empfertshausen (⊙) | Gemeinde         | TH   | WAK         | EG: Dermbach                                           | 509    | Kuppenrhön – Auersberger Kuppenrhön                                                                                              | | das Dorf vorne                                         |
| Erbenhausen (⊙) | Gemeinde         | TH   | SM          | VG Hohe Rhön                                           | 564    | Kuppenrhön – Auersberger Kuppenrhön – Vordere Rhön                                                                               | |                                                        |
| Fladungen (⊙) | Stadt            | BY   | NES         | VG Fladungen                                           | 2.190  | Hohe Rhön – Ostabfall der Langen Rhön Kuppenrhön – Östliches Rhönvorland                                                         | nördlichste Stadt Bayerns, Fränkisches Freilandmuseum Fladungen, Schwarzes Moor | Fladungen von Osten                                    |
| Frankenheim/Rhön (⊙) | Gemeinde         | TH   | SM          | VG Hohe Rhön                                           | 1.036  | Hohe Rhön – Lange Rhön | Höchstgelegenes Dorf der Rhön | Ortsansicht                                            |
| Friedewald (Hessen) (⊙) | Gemeinde         | HE   | HR          | –                                                      | 2.661  | Kuppenrhön – Soisberger Kuppenrhön                                                                                               | | Ansicht vom Dreienberg aus                             |
| Friedelshausen (⊙) | Gemeinde         | TH   | SM          | VG Wasungen-Amt Sand                                   | 285    | Kuppenrhön – Vordere Rhön Salzunger Werrabergland – Stadtlengsfelder Hügelland                                                   | |                                                        |
| Geisa (⊙) | Stadt            | TH   | WAK         | EG für – Buttlar – Gerstengrund – Schleid              | 4.807  | Kuppenrhön – Auersberger Kuppenrhön – Mittleres Ulstertal – Soisberger Kuppenrhön                                                | Point Alpha | Blick über Geisa                                       |
| Gemünden am Main (⊙) – Adelsberg – Gemünden – Seifriedsburg                                                                                         | Stadt            | BY   | MSP         | –                                                      | 10.012 | Südrhön – Gemünden-Zeitlofser Wald, – Waizenbacher Südrhön                                                                       | Sitz der VG Gemünden am Main, ohne Mitglied zu sein, Ex-Kreisstadt des Landkreises Gemünden am Main, Drei-Flüsse-Stadt (Main, Fränkische Saale, Sinn), Eisenbahnknotenpunkt, Namensgeber des Naturraums Gemünden-Zeitlofser Wald | Stadtansicht                                           |
| Geroda (Unterfranken) (⊙) | Markt            | BY   | KG          | VG Bad Brückenau                                       | 818    | Hohe Rhön – Schwarze Berge Kuppenrhön – Brückenauer Kuppenrhön Südrhön – Adelsberger Wald                                        | | Geroda von Platz aus gesehen                           |
| Gersfeld (Rhön) (⊙) | Stadt            | HE   | FD          | –                                                      | 5.310  | Hohe Rhön – Dammersfeldrücken – Wasserkuppenrhön Kuppenrhön – Milseburger Kuppenrhön                                             | Wildpark Gersfeld, Heimliche Hauptstadt der Rhön | Blick auf Gersfeld                                     |
| Gerstengrund (⊙) | Gemeinde         | TH   | WAK         | EG: Geisa                                              | 67     | Kuppenrhön – Auersberger Kuppenrhön                                                                                              | Einwohnermäßig kleinste selbstständige Gemeinde der Rhön |                                                        |
| Grabfeld (⊙) – Bauerbach – Berkach – Bibra – Jüchsen – Nordheim – Queienfeld – Rentwertshausen – Schwickershausen – Wölfershausen – Wolfmannshausen | Gemeinde         | TH   | SM          | –                                                      | 5.513  | Werra-Gäuplatten – Bibraer Sattel – Mellrichstädter Gäu                                                                          | Anwesenheit Friedrich Schillers 1782/83 im Ortsteil Bauerbach | Blick auf Queienfeld                                   |
| Gräfendorf (⊙) | Gemeinde         | BY   | MSP         | VG Gemünden am Main                                    | 1.317  | Südrhön – Gemünden-Zeitlofser Wald, – Waizenbacher Südrhön                                                                       | Brückenpfeiler der Reichsautobahn 46 |                                                        |
| Hammelburg (⊙) – Feuerthal – Morlesau – Obererthal – Untererthal                                                                                    | Stadt            | BY   | KG          | –                                                      | 10.826 | Südrhön – Erthaler Kalkberge – Waizenbacher Südrhön                                                                              | Ex-Kreisstadt des Landkreises Hammelburg, Truppenübungsplatz Hammelburg | Luftansicht von Hammelburg                             |
| Hauneck (⊙) | Gemeinde         | HE   | HR          | –                                                      | 3.106  | Fulda-Haune-Tafelland – Buchenauer Hochfläche – Unteres Haunetal                                                                 | | Blick über Hauneck                                     |
| Haunetal (⊙) | Gemeinde         | HE   | HR          | –                                                      | 2.791  | Fulda-Haune-Tafelland – Buchenauer Hochfläche – Unteres Haunetal – Wehrdaer Hochfläche                                           | | Blick über Neukirchen                                  |
| Hausen (Rhön) (⊙) | Gemeinde         | BY   | NES         | VG Fladungen                                           | 671    | Hohe Rhön – Lange Rhön – Ostabfall der Langen Rhön Kuppenrhön – Östliches Rhönvorland                                            | Hauensteinbergrennen, Rother Kuppe | Blick auf Hausen                                       |
| Heringen (Werra) (⊙) – Bengendorf – Herfa | Stadt            | HE   | HR          | –                                                      | 6.748  | Fulda-Werra-Bergland – Seulingswald                                                                                              | Bergbau | Blick auf Heringen mit dem Kaliwerk                    |
| Hilders (⊙) | Gemeinde         | HE   | FD          | –                                                      | 4.835  | Kuppenrhön – Auersberger Kuppenrhön – Milseburger Kuppenrhön – Mittleres Ulstertal                                               | | Blick auf Hilders                                      |
| Hofbieber (⊙) | Gemeinde         | HE   | FD          | –                                                      | 6.305  | Kuppenrhön – Milseburger Kuppenrhön – Westliches Rhönvorland                                                                     | Milseburg | Blick auf Hofbieber                                    |
| Hohenroda (⊙) | Gemeinde         | HE   | HR          | –                                                      | 3.029  | Fulda-Werra-Bergland – Seulingswald Kuppenrhön – Soisberger Kuppenrhön                                                           | | Blick auf Mansbach                                     |
| Hohenroth (⊙) – Windshausen | Gemeinde         | BY   | NES         | VG Bad Neustadt an der Saale                           | 3.591  | Südrhön – Schönauer Hochfläche                                                                                                   | | Ansicht von Hohenroth                                  |
| Hünfeld (⊙) | Stadt            | HE   | FD          | –                                                      | 16.942 | Fulda-Haune-Tafelland – Hünfelder Becken – Wehrdaer Hochfläche Kuppenrhön – Milseburger Kuppenrhön – Soisberger Kuppenrhön       | Ex-Kreisstadt des Landkreises Hünfeld, Bonifatiuskloster (Hünfeld) | Ansicht von Hünfeld                                    |
| Kalbach (⊙) – Eichenried – Heubach – Oberkalbach – Uttrichshausen – Veitsteinbach                                                                   | Gemeinde         | HE   | FD          | –                                                      | 6.488  | Kuppenrhön –Brückenauer Kuppenrhön – Hessischer Landrücken – Westliches Rhönvorland                                              | Kalbachtunnel, Landrückentunnel | Blick auf Heibach                                      |
| Kaltennordheim (⊙) | Stadt            | TH   | SM          | VG Hohe Rhön                                           | 5.748  | Kuppenrhön – Auersberger Kuppenrhön – Mittleres Feldatal – Vordere Rhön – Östliches Rhönvorland                                  | | Ortsansicht von Kaltenwestheim                         |
| Karsbach (⊙) – Heßdorf – Höllrich – Karsbach | Gemeinde         | BY   | MSP         | VG Gemünden am Main                                    | 1.730  | Südrhön – Waizenbacher Südrhön                                                                                                   | | Ortsansicht von Karsbach                               |
| Krayenberggemeinde (⊙) – Dietlas | Gemeinde         | TH   | WAK         | –                                                      | 4.938  | Salzunger Werrabergland – Unteres Feldatal                                                                                       | Erlebnisbergwerk Merkers | Ortsansicht von Dietlas                                |
| Künzell (⊙) – Dassen – Dietershausen | Gemeinde         | HE   | FD          | –                                                      | 16.974 | Kuppenrhön – Westliches Rhönvorland                                                                                              | | Künzell im Herbst 2013                                 |
| Ludwigsau (⊙) – Meckbach | Gemeinde         | HE   | FD          | –                                                      | 5.434  | Fulda-Werra-Bergland – Seulingswald                                                                                              | | Panorama über Teile von Ludwigsau                      |
| Mehmels (⊙) | Gemeinde         | TH   | SM          | VG Wasungen-Amt Sand                                   | 340    | Salzunger Werrabergland – Stadtlengsfelder Hügelland                                                                             | |                                                        |
| Meiningen (⊙) – Dreißigacker – Einödhausen – Henneberg – Herpf - Stepfershausen – Sülzfeld - Träbes – Unterharles                                   | Kreisstadt       | TH   | SM          | EG für – Rippershausen – Untermaßfeld                  | 25.679 | Kuppenrhön – Östliches Rhönvorland Werra-Gäuplatten – Dreißigacker-Sülzfelder Rhönabdachung                                      | Ehemalige Landeshauptstadt, Staatstheater Meiningen, Goetz-Höhle, OT Henneberg: Stammsitz der Grafen von Henneberg, ehemaliger Grenzübergang Eußenhausen–Meiningen                                                               | Blick auf das Meininger Zentrum                        |
| Mellrichstadt (⊙) – Eußenhausen – Frickenhausen – Mellrichstadt – Mühlfeld                                                                          | Stadt            | BY   | NES         | VG Mellrichstadt                                       | 5.599  | Werra-Gäuplatten – Mellrichstädter Gäu                                                                                           | Ex-Kreisstadt des Landkreises Mellrichstadt, ehemalige Bundeswehrkaserne, Frickenhäuser See, ehemaliger Grenzübergang Eußenhausen–Meiningen                                                                                      | Ansicht vom Marktplatz                                 |
| Motten (⊙) | Gemeinde         | BY   | KG          | –                                                      | 1.706  | Kuppenrhön – Brückenauer Kuppenrhön                                                                                              | Große Haube |                                                        |
| Neuhof (bei Fulda) (⊙) – Hattenhof | Gemeinde         | HE   | FD          | –                                                      | 10.852 | Kuppenrhön – Westliches Rhönvorland                                                                                              | Monte Kali | Ansicht von Rommerz                                    |
| Niederaula (⊙) – Hilperhausen | Markt- gemeinde  | HE   | HR          | –                                                      | 5.189  | Fulda-Haune-Tafelland – Wehrdaer Hochfläche                                                                                      | | Panorama Niederaula                                    |
| Nordheim vor der Rhön (⊙) | Gemeinde         | BY   | NES         | VG Fladungen                                           | 1.062  | Kuppenrhön – Östliches Rhönvorland                                                                                               | | Dorfpartie                                             |
| Nüsttal (⊙) | Gemeinde         | HE   | FD          | –                                                      | 2.853  | Kuppenrhön – Milseburger Kuppenrhön                                                                                              | | Ortsansicht von Silges                                 |
| Oberelsbach (⊙) | Markt            | BY   | NES         | –                                                      | 2.661  | Hohe Rhön – Lange Rhön – Ostabfall der Langen Rhön Südrhön – Schönauer Hochfläche Werra-Gäuplatten – Mellrichstädter Gäu         | Heidelstein mit Sender Heidelstein, Gangolfsberg, Haus der Langen Rhön | Ansicht von Süden                                      |
| Oberleichtersbach (⊙) | Gemeinde         | BY   | KG          | VG Bad Brückenau                                       | 2.088  | Kuppenrhön – Brückenauer Kuppenrhön Südrhön – Adelsberger Wald                                                                   | Dreistelzberg | Luftbildaufnahme                                       |
| Oberstreu (⊙) | Gemeinde         | BY   | NES         | VG Mellrichstadt                                       | 1.512  | Werra-Gäuplatten – Mellrichstädter Gäu                                                                                           | |                                                        |
| Oberthulba (⊙) | Markt            | BY   | KG          | –                                                      | 5.092  | Südrhön – Waizenbacher Südrhön                                                                                                   | Michaelskapelle | Ansicht von Oberthulba                                 |
| Oberweid (⊙) | Gemeinde         | TH   | SM          | VG Hohe Rhön                                           | 481    | Kuppenrhön – Auersberger Kuppenrhön                                                                                              | |                                                        |
| Oechsen (⊙) | Gemeinde         | TH   | WAK         | EG: Dermbach                                           | 599    | Kuppenrhön – Auersberger Kuppenrhön Salzunger Werrabergland – Stadtlengsfelder Hügelland                                         | ehemaliger Bergbau | Oechen 2012                                            |
| Ostheim vor der Rhön (⊙) | Stadt            | BY   | NES         | VG Ostheim vor der Rhön                                | 3.358  | Hohe Rhön – Ostabfall der Langen Rhön Kuppenrhön – Östliches Rhönvorland Werra-Gäuplatten – Mellrichstädter Gäu                  | ehemalige Exklave Thüringens, Kirchenburg Ostheim | Blick auf Ostheim von Südosten                         |
| Petersberg (⊙) – Haunedorf – Marnach – Steinau – Steinhaus                                                                                          | Gemeinde         | HE   | FD          | –                                                      | 15.979 | Fulda-Haune-Tafelland – Oberes Haunetal                                                                                          | Grab der Heiligen Lioba, Haunetalsperre |                                                        |
| Philippsthal (Werra) (⊙) – Gethsemane – Röhrigshof – Unterneurode                                                                                   | Markt- gemeinde  | HE   | HR          | –                                                      | 7.015  | Fulda-Werra-Bergland – Seulingswald                                                                                              | Bergbau | Kaliwerk Philippsthal                                  |
| Poppenhausen (Wasserkuppe) (⊙) | Gemeinde         | HE   | FD          | –                                                      | 2.735  | Hohe Rhön – Wasserkuppenrhön Kuppenrhön – Milseburger Kuppenrhön                                                                 | Wasserkuppe, Steinwand | Ortsteil Abtsroda                                      |
| Rasdorf (⊙) | Gemeinde         | HE   | FD          | –                                                      | 1.601  | Kuppenrhön – Milseburger Kuppenrhön – Soisberger Kuppenrhön                                                                      | Point Alpha | Blick auf Rasdorf                                      |
| Rhönblick (⊙) | Gemeinde         | TH   | SM          | –                                                      | 2.592  | Kuppenrhön – Östliches Rhönvorland – Vordere Rhön Werra-Gäuplatten – Dreißigacker-Sülzfelder Rhönabdachung                       | Hutsburg, Gebaberg | Helbershausen, ein Ortsteil                            |
| Riedenberg (⊙) | Gemeinde         | BY   | KG          | VG Bad Brückenau                                       | 953    | Hohe Rhön – Schwarze Berge Kuppenrhön – Brückenauer Kuppenrhön                                                                   | | Ortsansicht von der Kapelle aus                        |
| Rippershausen (⊙) | Gemeinde         | TH   | SM          | EG: Meiningen                                          | 796    | Salzunger Werrabergland – Stadtlengsfelder Hügelland                                                                             | | Ortsansicht                                            |
| Ritschenhausen (⊙) | Gemeinde         | TH   | SM          | VG Dolmar-Salzbrücke                                   | 316    | Werra-Gäuplatten – Bibraer Sattel                                                                                                | Wichtiger Eisenbahnknotenpunkt | Dorfansicht                                            |
| Rosa (⊙) | Gemeinde         | TH   | SM          | –                                                      | 683    | Salzunger Werrabergland – Stadtlengsfelder Hügelland                                                                             | |                                                        |
| Roßdorf (⊙) | Gemeinde         | TH   | SM          | –                                                      | 584    | Kuppenrhön – Vordere Rhön Salzunger Werrabergland – Stadtlengsfelder Hügelland                                                   | |                                                        |
| Sandberg (⊙) | Gemeinde         | BY   | NES         | –                                                      | 2.381  | Hohe Rhön – Kreuzberg-Gruppe Südrhön – Adelsberger Wald – Schönauer Hochfläche                                                   | | Blick vom Kreuzberg auf Sandberg                       |
| Schenklengsfeld (⊙) | Gemeinde         | HE   | HR          | –                                                      | 4.250  | Kuppenrhön – Soisberger Kuppenrhön Fulda-Haune-Tafelland – Buchenauer Hochfläche                                                 | Ältester Baum Deutschlands | Blick auf Schenklengsfeld                              |
| Schleid (⊙) | Gemeinde         | TH   | WAK         | EG: Geisa                                              | 1.007  | Kuppenrhön – Auersberger Kuppenrhön – Mittleres Ulstertal                                                                        | | Blick auf Schleid                                      |
| Schlüchtern (⊙) – Breitenbach – Gundhelm – Hutten – Klosterhöfe                                                                                     | Stadt            | HE   | MKK         | –                                                      | 15.786 | Kuppenrhön – Hessischer Landrücken                                                                                               | |                                                        |
| Schmalkalden (⊙) – Helmers | Stadt            | TH   | SM          | –                                                      | 19.984 | Salzunger Werrabergland – Stadtlengsfelder Hügelland                                                                             | Herrschaft Schmalkalden | Altstadt von Schmalkalden                              |
| Schönau an der Brend (⊙) | Gemeinde         | BY   | NES         | VG Bad Neustadt an der Saale                           | 1.190  | Südrhön – Schönauer Hochfläche                                                                                                   | |                                                        |
| Schondra (⊙) | Markt            | BY   | KG          | VG Bad Brückenau                                       | 1.739  | Südrhön – Adelsberger Wald | | Ortsansicht                                            |
| Schwallungen (⊙) – Eckardts – Schwarzbach – Zillbach                                                                                                | Gemeinde         | TH   | SM          | VG Wasungen-Amt Sand                                   | 2.186  | Salzunger Hügelland – Stadtlengsfelder Hügelland                                                                                 | | Ortseinfahrt Schwallungen                              |
| Sinntal (⊙) – Oberzell – Schwarzenfels –Züntersbach                                                                                                 | Gemeinde         | HE   | MKK         | –                                                      | 8.790  | Kuppenrhön – Brückenauer Kuppenrhön                                                                                              | | Schwarzenfels, ein Ortsteil mit der gleichnamigen Burg |
| Sondheim vor der Rhön (⊙) | Gemeinde         | BY   | NES         | VG Ostheim vor der Rhön                                | 920    | Kuppenrhön – Östliches Rhönvorland                                                                                               | ehemalige Exklave Thüringens |                                                        |
| Stockheim (Unterfranken) (⊙) | Gemeinde         | BY   | NES         | VG Mellrichstadt                                       | 1.042  | Werra-Gäuplatten – Mellrichstädter Gäu                                                                                           | |                                                        |
| Tann (Rhön) (⊙) | Stadt            | HE   | FD          | –                                                      | 4.536  | Kuppenrhön – Auersberger Kuppenrhön – Milseburger Kuppenrhön – Mittleres Ulstertal                                               | Schloss Tann, Rhöner Museumsdorf | Blick auf Tann                                         |
| Unterbreizbach (⊙) | Gemeinde         | TH   | WAK         | –                                                      | 3.306  | Kuppenrhön – Auersberger Kuppenrhön Salzunger Werrabergland – Unteres Ulstertal                                                  | Bergbau | Unterbreizbach von Norden                              |
| Vacha (⊙) – Martinroda – Völkershausen – Wölferbütt                                                                                                 | Stadt            | TH   | WAK         | –                                                      | 4.903  | Kuppenrhön – Auersberger Kuppenrhön Salzunger Werrabergland – Stadtlengsfelder Hügelland                                         | Öchsenberg, Werrabrücke | Blick auf die Stadt                                    |
| Wartmannsroth (⊙) | Gemeinde         | BY   | KG          | –                                                      | 2.149  | Südrhön – Waizenbacher Südrhön                                                                                                   | Ortsteil Waizenbach ist Namensgeber des Naturraums Waizenbacher Südrhön |                                                        |
| Wasungen (⊙) – Hümpfershausen – Oepfershausen – Unterkatz – Wahns                                                                                   | Stadt            | TH   | SM          | VG Wasungen-Amt Sand                                   | 5.413  | Kuppenrhön – Vordere Rhön Salzunger Werrabergland – Stadtlengsfelder Hügelland                                                   | | Ansicht von Wasungen                                   |
| Weilar (⊙) | Gemeinde         | TH   | WAK         | EG: Dermbach                                           | 801    | Kuppenrhön – Auersberger Kuppenrhön Salzunger Werrabergland – Unteres Feldatal                                                   | Baier |                                                        |
| Wiesenthal (⊙) | Gemeinde         | TH   | WAK         | EG: Dermbach                                           | 724    | Kuppenrhön – Vordere Rhön | | Blick auf das Dorf                                     |
| Wildflecken (⊙) | Markt            | BY   | KG          | –                                                      | 2.914  | Kuppenrhön – Brückenauer Kuppenrhön Hohe Rhön – Dammersfeldrücken – Kreuzberg-Gruppe – Schwarze Berge                            | Truppenübungsplatz Wildflecken, Maria Ehrenberg |                                                        |
| Willmars (⊙) | Gemeinde         | BY   | NES         | VG Ostheim vor der Rhön                                | 557    | Kuppenrhön – Östliches Rhönvorland                                                                                               | |                                                        |
| Zeitlofs (⊙) | Markt            | BY   | KG          | –                                                      | 2.030  | Südrhön – Gemünden-Zeitlofser Wald                                                                                               | Namensgeber des Naturraums Gemünden-Zeitlofser Wald | Blick auf den Ort                                      |

## Abkürzungen
Die in der Tabelle verwendeten Abkürzungen (alphabetisch sortiert) bedeuten:
Landkreise (Kfz-Kennzeichen)
- FD = Landkreis Fulda
- HEF = Landkreis Hersfeld-Rotenburg
- KG = Landkreis Bad Kissingen
- MSP = Landkreis Main-Spessart
- MKK = Main-Kinzig-Kreis
- NES = Landkreis Rhön-Grabfeld
- SM = Landkreis Schmalkalden-Meiningen
- WAK = Wartburgkreis

Länder (Bundesländer; ISO 3166-2):
- BY = Bayern
- HE = Hessen
- TH = Thüringen

Erfüllende Gemeinde/Verwaltungsgemeinschaft:
- EG = Erfüllende Gemeinde (nur in Thüringen)
- VG = Verwaltungsgemeinschaft:
  - in Bayern: Verwaltungsgemeinschaft (Bayern)
  - in Thüringen: Verwaltungsgemeinschaft und erfüllende Gemeinde (Thüringen)

Sonstiges:
- Ew = Einwohner